# 26 novembre
Pour les articles homonymes, voir Vingt-Six-Novembre.
26 octobre 26 décembre
Chronologies thématiques
- Croisades
- Ferroviaires
- Sports
- Disney
- Anarchisme
- Catholicisme

Abréviations / Voir aussi
- (° 1852) = né en 1852
- († 1885) = mort en 1885
- a.s. = calendrier julien
- n.s. = calendrier grégorien
- Calendrier
- Calendrier perpétuel
- Liste de calendriers
- Naissances du jour

Le 26 novembre est le 330e jour de l'année du calendrier grégorien, 331e lorsqu'elle est bissextile (il en reste ensuite 35).
C'était généralement l'équivalent du 6 frimaire du calendrier républicain ou révolutionnaire français, officiellement dénommé jour de la mâche (le jour de la proche raiponce ayant lieu cinq jours plus tôt).

## Événements

### Xesiècle
- 985 : fondation de la ville de Montpellier.

### XIIesiècle
- 1130 : « miracle des Ardents », qui renvoie à l'intoxication par le seigle qui sévit à Paris. Cette épidémie d'ergotisme prend fin après une procession des reliques de sainte Geneviève.

### XIVesiècle
- 1346 : Charles IV du Saint-Empire est couronné à Bonn.

### XVIesiècle
- 1580 : la paix de Fleix met fin à la septième guerre de religion, en France.

### XVIIesiècle
- 1648 : le pape Innocent X dénonce le traité de Westphalie qui, un mois plus tôt, a mis fin à la guerre de Trente Ans.

### XIXesiècle
- 1812 : bataille de la Bérézina.
- 1851 : bombardement de Salé, au Maroc, par la Marine française.
- 1894 : le tsar de Russie Nicolas II épouse Alexandra de Hesse-Darmstadt (1872-1918), princesse de Hesse.

### XXesiècle
- 1917: le Manchester Guardian révèle l'accord secret Sykes-Picot, signé en 1916 entre le Royaume-Uni et la France, dans le contexte plus général de la première guerre mondiale.
- 1933 : à Paris, Camille Chautemps forme son deuxième gouvernement.
- 1942 : création du Conseil antifasciste de libération nationale de Yougoslavie (seconde guerre mondiale et pré-guerre froide).
- 1944 : en France, fondation du Mouvement républicain populaire.
- 1949 : l'Inde adopte une constitution de république fédérale, dans le cadre du Commonwealth britannique.
- 1979 : le mouvement olympique admet à nouveau la Chine en ses rangs, après vingt-et-une années d'absence[1].
- 1991 : l'Azerbaïdjan abolit l'autonomie de l'oblast autonome du Haut-Karabagh, qui déclare alors son indépendance, pendant la première  guerre du Haut-Karabagh[2].

### XXIesiècle
- 2004 : massacre de Ruzhou.
- 2008 : début d'attaques à Bombay.
- 2011 : incident frontalier afghano-pakistanais.
- 2012 : ouverture de la COP18 à Doha.
- 2017 :
  - au Honduras, élections générales.
  - Au Népal, élections législatives.
- 2022 : à Taïwan, la population se prononce par référendum sur l'abaissement de 20 à 18 ans de l'âge d'obtention du droit de vote[3].

## Arts, culture et religion
- 1865 : Lewis Carroll publie Alice au pays des merveilles.
- 1932 : André Breton publie Vases communicants[4].
- 1976 : sortie d'Anarchy in the U.K., disque des Sex Pistols.
- 2003 : sortie française du volume 1 des films Kill Bill de Quentin Tarantino avec Uma Thurman et David Carradine[5].
- 2013 : à New York, un exemplaire du Bay Psalm Book, psautier datant de 1640, est vendu aux enchères organisées par la maison Sotheby's, pour 14,2 millions de dollars, un record pour un livre imprimé.
- 2023 : la représentante de la France, Zoé Clauzure, remporte le Concours Eurovision de la chanson junior 2023. C'est la deuxième fois en deux ans que la France gagne ce concours[6].

## Sciences et techniques

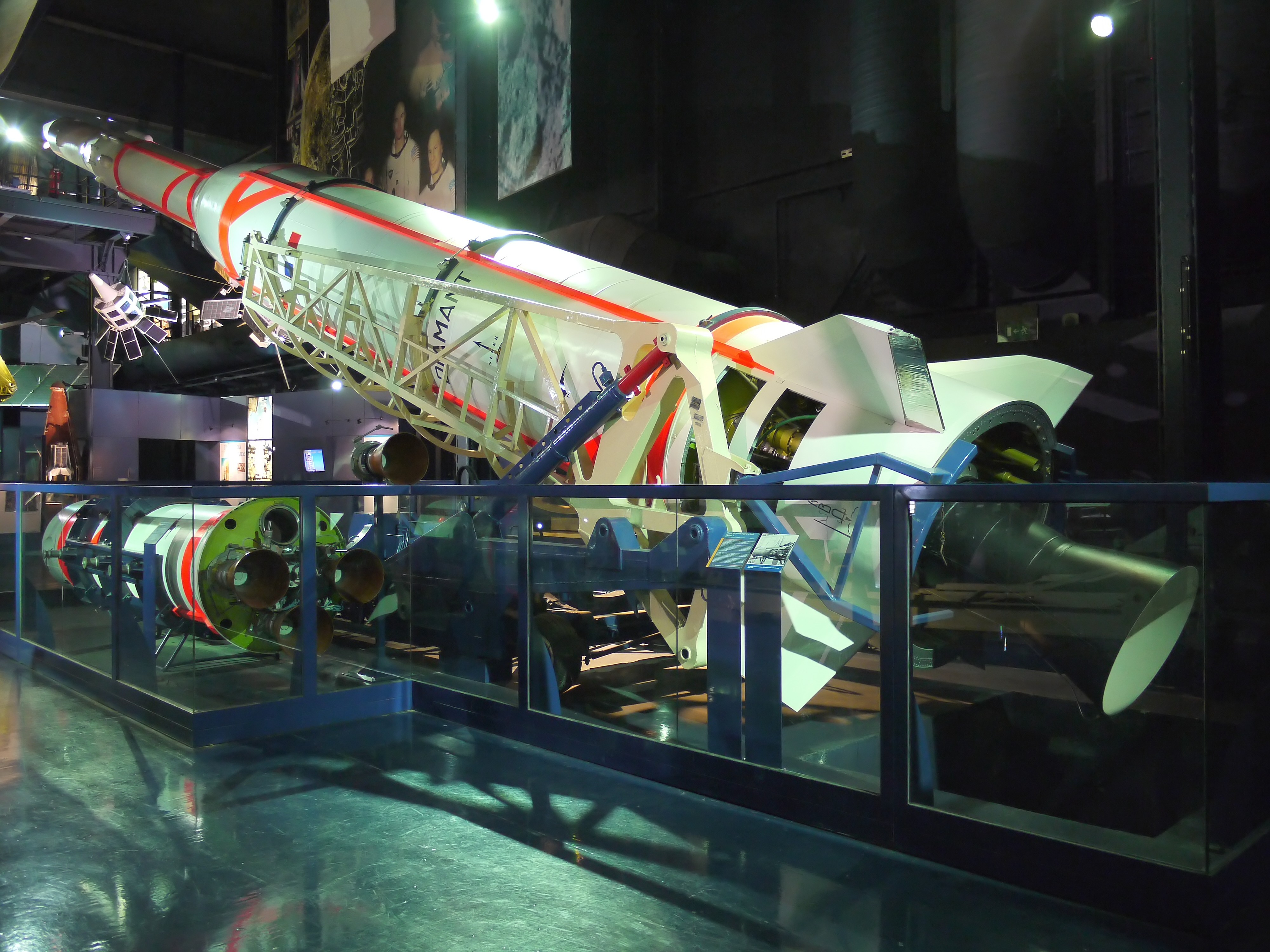
Fusée "Diamant A" exposée au Musée de l'Air et de l'Espace du Bourget près de Paris

- 1965 : la France lance depuis Hammaguir en Algérie sa première fusée de type Diamant utilisée pour la mise en orbite de son premier satellite artificiel Astérix qui a d'abord failli être appelé "Zébulon"[7].
- 1966 : ouverture de la plus grande usine marémotrice du monde, à l'embouchure / estuaire de la "Rance maritime", ouvrant vers le golfe de Saint-Malo.
- 1977 : mise en service du métro de Marseille.
- 1986 : inauguration de la chaussée du roi Fahd.
- 1988 : départ de Soyouz TM-7 vers la station Mir (parmi les trois cosmonautes, le Français Jean-Loup Chrétien).
- 2003 : dernier vol du Concorde à Bristol (Royaume-Uni).
- 2011 : lancement de la mission Mars Science Laboratory vers Mars.
- 2018 : la sonde InSight atteint le sol martien.
- 2019 : 250e lancement d'une fusée Ariane (106e d'une Ariane 5), 300e vol orbital français.

## Économie et société
- 1974 : Simone Veil prononce le discours défendant son projet de loi dépénalisant l'avortement, à la tribune de l'Assemblée nationale française.
- 1996 : mémorandum d'accord Tchernomyrdine-Juppé entre la Russie et la France sur les « emprunts russes ».
- 2008 : série de dix attentats terroristes à Bombay (Inde).
- 2019 : en Albanie, au moins 50 personnes sont tuées, et plus de 650 autres blessées, lors d'un tremblement de terre dans le nord-ouest du pays.
- 2021 : au Mexique, accident d'un bus transportant des pèlerins ; au moins 19 morts.
- 2022 : en Italie, un glissement de terrain causé par des pluies torrentielles ravage la ville de Casamicciola Terme sur l'île d'Ischia[8].

## Naissances

### XVIIesiècle
- 1604 : Johann Bach, organiste et compositeur allemand († 13 mai 1673).
- 1607 : John Harvard, pasteur anglais († 14 septembre 1638).
- 1657 : William Derham, vicaire et philosophe anglais († 5 avril 1735).
- 1678 : Jean-Jacques Dortous de Mairan, mathématicien, astronome et géophysicien français († 20 février 1771).

### XVIIIesiècle
- 1703 : Theophilus Cibber, acteur et dramaturge anglais († octobre 1758).
- 1727 : Artemas Ward, militaire et homme politique américain († 28 octobre 1800).
- 1731 : William Cowper, poète anglais († 25 avril 1800).
- 1754 : Georg Forster, botaniste et artiste polonais d'origine allemande († 10 janvier 1794).
- 1767 : Ange François Blein, militaire français († 2 juillet 1845).
- 1792 : Sarah Grimké, militante abolitionniste et féministe américaine († 23 décembre 1873).

### XIXesiècle
- 1827 : Ellen White, auteure et militante spirituelle américaine, cofondatrice de l'Église adventiste du septième jour († 16 juillet 1915).
- 1828 : René Goblet, journaliste et homme politique français, président du Conseil des ministres de 1886 à 1887 († 13 septembre 1905).
- 1832 : Mary Edwards Walker, chirurgienne civile américaine, seule femme à avoir la plus haute décoration de l'armée américaine, la Medal of honor († 21 février 1919).
- 1834 : Serafino Vannutelli, prélat italien († 19 août 1915).
- 1852 : Arnold Lucien Montandon, entomologiste français († 1er mars 1922).
- 1853 : William « Bat » Masterson, aventurier, militaire et journaliste américain († 25 octobre 1921).
- 1857 : Ferdinand de Saussure, linguiste suisse († 22 février 1913).
- 1858 :
  - Catherine Drexel, religieuse et sainte américaine († 3 mars 1955).
  - Albert Londe, photographe français († 11 septembre 1917)
- 1864 :
  - Auguste Charlois, astronome français († 26 mars 1910).
  - Edward Higgins, militaire anglais († 14 décembre 1947).
- 1869 : Maud de Galles, reine consort de Norvège de 1905 à 1938 († 20 novembre 1938).
- 1876 : Willis Haviland Carrier, ingénieur américain († 7 octobre 1950).
- 1878 : Marshall Walter « Major » Taylor, cycliste américain († 21 juin 1932).
- 1881 : Gaetano Cicognani, cardinal italien († 5 février 1962).
- 1882 : Giovanni Scolari, illustrateur et auteur de bande dessinée italien († 25 mars 1956).
- 1885 : Heinrich Brüning, militaire, économiste et homme politique allemand, chancelier de l'Allemagne de 1930 à 1932 († 30 mars 1970).
- 1888 : Ford Beebe, cinéaste américain († 26 novembre 1978).
- 1889 : Albert Dieudonné, acteur, scénariste et réalisateur français († 19 mars 1976).
- 1890 : Alexandre Léonard, architecte français († 13 mars 1946).
- 1891 : Scott Bradley, pianiste, compositeur et chef d'orchestre américain († 27 avril 1977).
- 1894 :
  - James McGuigan, prélat canadien, archevêque de Toronto de 1934 à 1971 († 8 avril 1974).
  - Norbert Wiener, mathématicien américain († 18 mars 1964).
- 1898 : Karl Ziegler, chimiste et ingénieur allemand, prix Nobel de chimie en 1963 († 11 août 1973).
- 1899 : Bruno Hauptmann, charpentier allemand exécuté pour l'enlèvement et le meurtre du fils de Charles Lindbergh († 3 avril 1936).

### XXesiècle
- 1901 : William Sterling Parsons, amiral américain († 5 décembre 1953).
- 1902 : Maurice McDonald, pionnier américain de la restauration rapide († 11 décembre 1971).
- 1904 : Armand Frappier, médecin et microbiologiste québécois († 18 décembre 1991).
- 1908 : Vernon Louis « Lefty » Gomez, joueur de baseball américain († 17 février 1989).
- 1909 :
  - Fritz Buchloh, footballeur et entraîneur allemand († 22 juillet 1998).
  - Frances Dee, actrice américaine († 6 mars 2004).
  - Eugène Ionesco (Eugen Ionescu dit), écrivain et académicien français († 28 mars 1994).
- 1910 :
  - Cyril Cusack, acteur irlandais († 7 octobre 1993).
  - Jeannette Thorez-Vermeersch, femme politique française († 5 novembre 2001).
- 1911 :
  - Paulette Isaïa, résistante française († 26 octobre 2010).
  - Robert Marchand, cycliste centenaire français et grolandais († 22 mai 2021).
  - Samuel Reshevsky, joueur d'échecs polono-américain († 4 avril 1992).
  - Savino Guglielmetti, gymnaste italien, double champion olympique en 1932 († 23 janvier 2006).
- 1912 :
  - Charles Roviglione, footballeur français († 17 août 1993).
  - Eric Sevareid, journaliste américain († 9 juillet 1992).
- 1915 :
  - Ingeborg Viktoria « Inge » King, sculptrice germano-australienne († 23 avril 2016).
  - Earl Wild, pianiste et compositeur américain († 23 janvier 2010).
- 1917 : Nesuhi Ertegun, producteur musical turco-américain († 15 avril 1989).
- 1918 : Patricio Aylwin, avocat et homme politique chilien, président de la république du Chili de 1990 à 1994, le premier élu de l'après-Pinochet († 19 avril 2016).
- 1919 :
  - Ryszard Kaczorowski, militaire et homme politique polonais, président de la république de Pologne en exil de 1989 à 1990 († 10 avril 2010).
  - Frederik Pohl, écrivain et éditeur américain († 2 septembre 1993).
  - Henri Vidal, acteur et réalisateur français († 10 décembre 1959).
- 1920 :
  - Boumedienne Abderrhamane, footballeur français († 4 juin 2011).
  - Daniel Petrie, réalisateur, scénariste et producteur d’origine canadienne († 22 août 2004).
- 1921 :
  - Françoise Gilot, artiste peintre et écrivaine française, mère centenaire de deux enfants Picasso († 6 juin 2023).
  - Verghese Kurien (വർഗഗിസ് കുരിയൻ), ingénieur et homme d'affaires indien († 9 septembre 2012).
- 1922 : Charles Monroe Schulz, auteur de bande dessinée américain († 12 février 2000).
- 1923 : Venkatarama Pandit Krishnamurthy (ವೆಂಕಟರಾಮಾ ಪಂಡಿತ್ ಕೃಷ್ಣಮೂರ್ತಿ), cinéaste indien († 7 avril 2014).
- 1924 : George Segal, peintre et sculpteur américain († 9 juin 2000).
- 1925 :
  - Annemarie Düringer, actrice suisse († 26 novembre 2014).
  - Eugene Istomin, pianiste virtuose américain († 10 octobre 2003).
- 1926 : Armand Penverne, footballeur français († 27 février 2012).
- 1927 :
  - Ernie Coombs, acteur et scénariste canadien († 18 septembre 2001).
  - Jean-Pierre Darras, réalisateur, acteur, scénariste français († 5 juillet 1999).
- 1928 : 
  - Nishida Tatsuo (西田龍雄), linguiste et universitaire japonais († 26 septembre 2012).
  - Françoise Verny, éditrice française († 14 décembre 2004).
- 1929 :
  - Slavko Avsenik, accordéonniste, chanteur et compositeur slovène († 2 juillet 2015).
  - Betta St. John (Betty Jean Striegler dite), actrice, chanteuse et danseuse américaine. († 23 juin 2023).
- 1931 :
  - Adolfo Pérez Esquivel, peintre, sculpteur et militant argentin, prix Nobel de la paix en 1980.
  - Adrianus Johannes Simonis, prélat néerlandais, archevêque d'Utrecht à partir de 2007 († 2 septembre 2020).
- 1933 :
  - Robert Goulet, acteur et chanteur américain († 30 octobre 2007).
  - Stanley Long, réalisateur, producteur et scénariste anglais († 10 septembre 2012).
  - Imre Pozsgay, homme politique hongrois, ministre, l'un des artisans de la fin de l'ancien régime et de la chute du bloc de l'Est († 25 mars 2016).
- 1934 : 
  - Jerry Jameson, réalisateur et producteur américain.
  - Jamshid Mashayekhi (جمشید مشایخی), acteur iranien († 2 avril 2019).
- 1935 : 
  - Michel Freitag, sociologue et philosophe canadien († 13 novembre 2009).
  - Georges Sarre, homme politique français, ancien maire de Paris 11e arrondissement († 31 janvier 2019).
- 1937 :
  - Bob Babbitt (Robert Kreinar dit), bassiste américain († 16 juillet 2012).
  - Boris Yegorov (Борис Борисович Егоров), cosmonaute soviétique († 12 septembre 1994).
- 1938 :
  - Porter Goss, militaire et homme politique américain, directeur de la CIA de 2004 à 2006.
  - Richard Caruthers « Rich » Little, acteur et chanteur canadien.
- 1939 :
  - Abdullah Ahmad Badawi (عبدالله بن حاج بدوي), diplomate et homme politique malaisien, Premier ministre de Malaisie de 2003 à 2009.
  - Wayland Flowers, acteur et marionnettiste américain († 11 octobre 1988).
  - Tina Turner (Anna Mae Bullock dite), chanteuse américaine, naturalisée suisse en 2013 († 24 mai 2023).
- 1940 :
  - Enrico Bombieri, mathématicien italien, médaille Fields 1974.
  - David Michael Gordon « Davey » Graham, guitariste et auteur-compositeur anglais († 15 décembre 2008).
  - Quentin Skinner, historien, auteur et universitaire anglais.
- 1941 : 
  - Agnès b. (Agnès Troublé ou A. Bourgois dite), artiste et créatrice française de mode ès vêtements, cosmétiques et accessoires, collectionneuse d'art contemporain.
  - Jeffrey Allen « Jeff » Torborg, joueur et gérant de baseball américain.
- 1942 :
  - Olivia Cole, actrice américaine († 19 janvier 2018).
  - Đặng Thùy Trâm, médecin et auteur vietnamien († 22 juin 1970).
- 1943 :
  - Bruce (en), présentateur radio américain († 24 août 2012).
  - Paul Burnett (en), présentateur radio anglais.
  - Bruce Paltrow, réalisateur, scénariste et producteur américain († 3 octobre 2002).
  - Marilynne Robinson, romancière et essayiste américaine.
- 1944 :
  - Jean Terrell (en), chanteur américain.
  - Joyce Quin, femme politique anglaise plusieurs fois ministre.
  - Karin Schubert, actrice allemande.
- 1945 :
  - Daniel Davis, acteur américain.
  - John McVie, bassiste britannique du groupe Fleetwood Mac.
  - Jim Mullen (en), guitariste écossais.
  - Michael Omartian (en), chanteur-compositeur-interprète, claviériste et producteur musical américain.
  - Björn von Sydow, homme politique suédois.
- 1946 :
  - Raymond Louis Kennedy (en), chanteur-compositeur-interprète, saxophoniste et producteur musical américain († 16 février 2014).
  - Arthur Lee « Art » Shell, Jr., joueur de football américain.
  - Itamar Singer (en), historien et auteur israélien († 19 septembre 2012).
- 1947 : Roger Wehrli, joueur américain de football américain.
- 1948 :
  - Elizabeth Blackburn, biologiste australo-américaine, prix Nobel de physiologie ou médecine 2009.
  - Krešimir Ćosić, joueur de basket-ball yougoslave champion olympique († 24 mai 1995).
  - Claes Elfsberg (en), journaliste suédois.
  - Marianne Muellerleile, actrice américaine.
  - Galina Prozoumenchtchikova (Галина Николаевна Прозуменщикова), nageuse et journaliste russe († 19 juillet 2015).
  - Peter Wheeler, joueur de rugby anglais.
- 1949 :
  - Marí Alkatiri, géomètre et homme politique timorais, Premier ministre du Timor oriental de 2002 à 2006.
  - Shlomo Artzi (שלמה ארצי), chanteur, compositeur et guitariste israélien.
  - Martin Lee (en), chanteur-compositeur-interprète et guitariste anglais.
  - Vincent A. Mahler (en), politologue et universitaire américain.
  - Ivan Patzaichin, céiste roumain, quadruple champion olympique.
- 1950 : Honey Wilder (it), actrice pornographique américaine.
- 1951 :
  - (la) Cicciolina (Ilona Anna Staller dite), actrice pornographique, chanteuse et femme politique italienne.
  - Sulejman Tihić, juriste et homme politique bosniaque († 25 septembre 2014).
- 1952 :
  - Elsa Salazar Cade (en), entomologiste et enseignante mexicaine.
  - Wendy Turnbull, joueuse de tennis australienne.
- 1953 :
  - Hilary Benn, homme politique anglais.
  - Harry Carson (en), joueur et commentateur américain de football américain.
  - Jenine « Jacki » MacDonald (en), présentatrice de télévision australienne.
  - Julien Temple, réalisateur, producteur et scénariste anglais.
  - Desiré Wilson, pilote automobile sud-africaine.
- 1954 :
  - Rosalind « Roz » Chast, dessinatrice américaine.
  - Robert Frederick « Bob » Murray, hockeyeur sur glace canadien.
  - Velupillai Prabhakaran (வேலுப்பிள்ளை பிரபாகரன்), chef rebelle sri-lankais, fondateur des Tigres de libération de l'Îlam tamoul († 19 mai 2009).
- 1955 : Gisela Stuart, femme politique anglaise.
- 1956 :
  - Bruno Carette, acteur et humoriste français († 8 décembre 1989).
  - Dale Jarrett, pilote automobile américain.
  - Don Lake, acteur, producteur et scénariste canadien.
  - Patricia « Pat » Medrado, joueuse de tennis brésilienne.
  - Keith Vaz, avocat et homme politique anglais.
- 1957 :
  - Rodolphe Burger, compositeur, guitariste et chanteur français.
  - Félix González-Torres, sculpteur cubano-américain († 9 janvier 1996).
  - Valer Toma, rameur d'aviron roumain, champion olympique.
- 1958 :
  - Luc Senay, acteur et animateur québécois.
  - Michael Gordon « Mickey » Skinner, joueur de rugby anglais.
- 1959 :
  - Dana Gilbert, joueuse de tennis américaine.
  - Gabriella Gutiérrez y Muhs (en), auteure et universitaire américaine.
  - Jerry Schemmel (en), présentateur sportif américain.
  - Lynne Jewell, skipper américaine, championne olympique.
- 1960 :
  - Chuck Eddy (en), journaliste américain.
  - Harold Reynolds (en), joueur de baseball américain.
- 1961 :
  - Karan Bilimoria, homme d'affaires indo-anglais.
  - Thomas Victor « Tom » Carroll, surfeur australien.
  - Lisa Moretti, catcheuse et entraîneuse américaine
  - Isabelle Thomas, femme politique française, députée européenne.
  - Marcy Walker, actrice américaine.
- 1962 :
  - Fernando Bandeirinha, footballeur et entraîneur portugais.
  - Tamra Davis, réalisatrice américaine.
  - Charles Edward « Chuck » Finley (en), joueur de baseball américain.
- 1963 :
  - Mario Elie, joueur et entraîneur de basket-ball américain.
  - Matthias « Matt » Frei (en), journaliste et auteur germano-anglais.
  - Joseph Paul « Joe » Lydon (en), joueur et entraîneur de rugby anglais.
- 1964 : Verena « Vreni » Schneider, skieuse suissesse.
- 1965 :
  - Scott Adsit, acteur, réalisateur, producteur et scénariste américain.
  - Desmond Sinclair « Des » Walker, footballeur anglais.
  - Mike Tschumi, joueur de hockey sur glace canado-suisse.
- 1966 :
  - Garcelle Beauvais, actrice et chanteuse haïtienne-américaine
  - Fahd Dermech, footballeur tunisien.
- 1967 : Ridley Jacobs (en), joueur de cricket antiguayen.
- 1968 :
  - Edna Campbell, basketteuse américaine.
  - Haluk Levent (en), chanteur turc.
- 1969 :
  - Shawn Kemp, basketteur américain.
  - Kara Walker, peintre et illustratrice américaine.
- 1970 :
  - John Amaechi, basketteur américain.
  - David William « Dave » Hughes (en), comédien et animateur radio australien.
- 1971 :
  - Vicki Pettersson (en), auteur américain.
  - Winky Wright, boxeur américain.
- 1972 :
  - Helger Hallik (en), lutteur estonien.
  - Christopher John « Chris » Osgood, hockeyeur sur glace canadien.
  - Arjun Rampal (अर्जुन रामपाल), acteur et producteur indien.
- 1973 :
  - Frank Chiesurin, acteur d’origine québécoise.
  - Peter Facinelli, acteur américain.
- 1974 :
  - Line Horntveth (en), musicienne et compositrice norvégienne.
  - Andris Keišs (lv), acteur letton.
  - Tammy Lynn Michaels, actrice américaine.
  - Roman Šebrle, athlète tchèque spécialiste du décathlon, champion olympique.
- 1975 :
  - DJ Khaled (Khaled Marwan Mohammed dit), disc-jockey et producteur américain.
  - Patrice Lauzon, patineur artistique québécois.
- 1976 :
  - Andreas Augustsson, footballeur suédois.
  - Mathieu Darche, hockeyeur professionnel québécois.
  - Maven Huffman, catcheur américain.
  - Brian Schneider, joueur de baseball américain.
- 1977 :
  - Ivan Basso, coureur cycliste italien.
  - John Parrish, joueur de baseball américain.
  - Campbell Walsh, céiste écossais.
  - Zhang Jun, joueur de badminton chinois, double champion olympique.
- 1978 : 
  - Jun Fukuyama (福山 潤), acteur et doubleur japonais.
  - Ryan Toby, chanteur, producteur et parolier américain.
- 1980 :
  - Jason Anthony Griffith, doubleur américain.
  - Jacqueline « Jackie » Trail Harang (en), joueuse de tennis américaine.
  - Hira Lal, skieur alpin indien.
  - Satoshi Ōno (大野智), chanteur et acteur japonais.
- 1981 :
  - Stephan Andersen, footballeur danois.
  - Natasha Bedingfield, chanteuse britannique.
  - Natalie Gauci (en), chanteuse et pianiste australienne.
  - Gina Kingsbury, joueuse de hockey sur glace canadienne.
  - Jonathan Robert « Jon » Ryan, footballeur canadien.
  - Ville Snellman, joueur finlandais de hockey sur glace.
- 1982 :
  - Frédéric Molas alias le « Joueur du Grenier », testeur et youtubeur français.
  - Keith Ballard, hockeyeur américain.
  - Dallas Johnson, joueur de rugby australien.
- 1983 :
  - Chris Hughes, homme d’affaires américain, cofondateur de Facebook.
  - Anthony Joubert, comédien, humoriste et chanteur français.
  - Emiri Katō (ja) (加藤 英美里), actrice et chanteuse japonaise.
  - Alexis Rambur, basketteur français.
- 1984 : Antonio Puerta, footballeur espagnol († 28 août 2007).
- 1985 : Matthew Martin « Matt » Carpenter, joueur de baseball professionnel américain.
- 1986 :
  - Konstadinos Filippidis (Κωνσταντίνος Φιλιππίδης), athlète grec.
  - Bauke Mollema, cycliste sur route néerlandais.
  - Alberto Sgarbi, joueur de rugby italien
- 1987 :
  - Missy Stone, actrice pornographique américaine.
  - Yióryos Tzavéllas (Γιώργος Τζαβέλλας), footballeur grec.
  - David Veilleux, cycliste sur route canadien.
- 1988 :
  - Blake Harnage (en), chanteur-compositeur et guitariste américain.
  - Yumi Kobayashi (en) (小林 優美), mannequin et actrice japonaise.
  - Arthur Vichot, cycliste sur route français.
- 1989 : Junior Stanislas, footballeur anglais.
- 1990 :
  - Avery Bradley, basketteur américain.
  - Chipmunk (Jahmaal Noel Fyffe dit), rappeur anglais.
  - Rita Ora, chanteuse d'origine kosovare.
  - Daniel Nii Tackie Mensah « Danny » Welbeck, footballeur anglais.
- 1991 : Manolo Gabbiadini, footballeur italien.
- 1993 : Erena Ono (小野 恵令奈), actrice et chanteuse japonaise.
- 1994 : Azra Hadzic (en), joueuse de tennis australienne.
- 1995 : James Guy, nageur britannique.
- 1996 : Louane (Emera) (Anne Peichert dite), chanteuse et actrice française.

### XXIesiècle
- 2002 : Gaurika Singh, nageuse népalaise.

## Décès
- Vers 270 : peut-être Saint Amateur d'Autun ou Saint Amatre Ier, premier évêque (gallo-romain) d'Autun, en actuelles Bourgogne, Saône-et-Loire et France (° au même IIIe siècle).

### IVesiècle
- 399 : Sirice, 38e pape, en fonction de 384 à 399 (° vers 334).

### XIVesiècle
- 1355 : Casimir Ier, duc de Varsovie (entre 1320 et 1331).

### XVIesiècle
- 1504 : Isabelle la Catholique, reine de Castille de 1474 à 1504, de Sicile de 1469 à 1504, d’Aragon de 1479 à 1504 et de Naples en 1504 (° 22 avril 1451).

### XVIIesiècle
- 1621 : Ralph Agas (en), cartographe anglais (° vers 1540).
- 1639 : John Spottiswoode, prélat et théologien écossais (° 1565).
- 1651 : Henry Ireton, militaire et homme politique britannique (° 1611).
- 1661 : Luis de Haro, militaire et homme politique espagnol (° 1598).
- 1686 : Niels Stensen, anatomiste et géologue danois (° 10 janvier 1638).
- 1688 : Philippe Quinault, dramaturge français (° 3 juin 1635).
- 1689 : Marquard Gude (de), archéologue et érudit allemand (° 1er février 1635).

### XVIIIesiècle
- 1717 : Daniel Purcell, organiste et compositeur anglais (° vers 1664).
- 1719 : John Hudson, bibliothécaire et érudit anglais (° 1662).
- 1780 : James Denham-Steuart, économiste écossais (° 21 octobre 1713).
- 1787 : François Gaston de Lévis, militaire français (° 20 août 1719).

### XIXesiècle
- 1828 : Gilbert de Riberolles, homme politique français (° 8 mars 1749).
- 1829 : Thomas Buck Reed (en), avocat et homme politique américain (° 7 mai 1787).
- 1836 : John Loudon McAdam, ingénieur écossais (° 21 septembre 1756).
- 1851 : Nicolas Jean-de-Dieu Soult, militaire français (° 29 mars 1769).
- 1855 : Adam Mickiewicz, poète polonais (° 24 décembre 1798).
- 1857 : Joseph von Eichendorff, poète et auteur allemand (° 10 mars 1788).
- 1860 : Benjamin Greene (en), brasseur et homme d’affaires anglais (° 5 avril 1780).
- 1872 : Paul Kisseleff (Па́вел Дми́триевич Киселёв), militaire et homme politique russe (° 19 janvier 1788).
- 1873 : Karl Friedrich Naumann, géologue allemand (° 30 mai 1797).
- 1882 : Otto Theodor von Manteuffel, avocat et homme politique prussien (° 3 février 1805).
- 1883 : Sojourner Truth (Isabella Baumfree dite), militante et auteure américaine (° vers 1797).
- 1885 : Thomas Andrews, chimiste et physicien irlandais (° 19 décembre 1813).
- 1886 : 
  - Jean-Claude Esparon, médailleur français (° 15 septembre 1823).
  - Giuseppe Guerzoni, patriote et écrivain italien (° 27 février 1835).
  - Édouard Lièvre, dessinateur, peintre et graveur français (° 22 septembre 1828).
- 1892 : Charles Martial Lavigerie, prélat français, archevêque d'Alger, de 1867 à 1892, et de Carthage, de 1884 à 1892 (° 31 octobre 1825).
- 1894 : Pafnouti Tchebychev (Пафнутий Львович Чебышёв), mathématicien russe (° 4 mai 1821).
- 1895 :
  - Arthur Arnould, écrivain et journaliste français (° 17 avril 1833).
  - George Edward Dobson, zoologiste, photographe et chirurgien irlandais (° 4 septembre 1848).
- 1896 : Coventry Patmore, poète et critique littéraire anglais (° 23 juillet 1823).

### XXesiècle
- 1903 : Adrien Proust, médecin, père de Marcel Proust (° 18 mars 1834)
- 1911 : Paul Lafargue homme politique français, gendre de Karl Marx (° 15 janvier 1842).
- 1912 : 
  - Joachim III de Constantinople (Ιωακείμ Γ' ο Μεγαλοπρεπής, patriarche de Constantinople, de 1878 à 1884, puis de 1901 à 1912 (° 1834).
  - Marie de Hohenzollern-Sigmaringen, comtesse de Flandre, princesse belge par mariage (° 17 novembre 1845).
- 1919 : Felipe Ángeles, général mexicain (° 13 juin 1868).
- 1926 : 
  - Léon Léon-Dufour, historien et généalogiste français (° 5 août 1864).
  - John Moses Browning, armurier américain, fondateur de la Browning Arms Company (° 23 janvier 1855).
- 1928 : Reinhard Scheer, amiral allemand (° 30 septembre 1863).
- 1936 : Şükrü Naili Gökberk (en), général turc (° 1876).
- 1938 : Flora Call Disney, femme américaine, mère de Walt Disney (° 22 avril 1868).
- 1941 : Ernest Lapointe, homme politique canadien (° 6 octobre 1876).
- 1943 : Edward O'Hare, pilote d’avion de chasse américain (° 13 mars 1914).
- 1952 : Sven Hedin, géographe et explorateur suédois (° 19 février 1865).
- 1954 : William Leopold « Bill » Doak (en), joueur et entraîneur de baseball américain (° 28 janvier 1891).
- 1956 : Thomas Francis « Tommy » Dorsey, Jr., tromboniste et chef d’orchestre de jazz américain (° 19 novembre 1905).
- 1959 : Albert Ketelbey, compositeur et chef d’orchestre anglais (° 9 août 1875).
- 1961 : Alexandre Medtner, compositeur russe et soviétique (° 11 juin 1877).
- 1962 : Albert Sarraut, avocat et homme politique français, président du Conseil des ministres en 1933 et 1936 (° 28 juillet 1872).
- 1963 : Amelita Galli-Curci, cantatrice italienne (° 18 novembre 1882).
- 1964 : Bodil Ipsen, réalisatrice danoise (° 30 août 1889).
- 1966 : Violette Nozière, meurtrière française (° 11 janvier 1915).
- 1971 : Giacomo Alberione, prélat italien (° 4 avril 1884).
- 1973 : John Rostill, bassiste et auteur-compositeur anglais (° 16 juin 1942).
- 1974 : Cyril Connolly, auteur et critique littéraire anglais (° 10 septembre 1903).
- 1977 : 
  - Yoshibayama Junnosuke (en) (吉葉山 潤之輔), sumotori japonais (° 3 avril 1920).
  - Ruth Moufang, mathématicienne allemande (° 10 janvier 1905).
- 1978 : Ford Beebe, réalisateur et scénariste américain (° 26 novembre 1888).
- 1979 : Marcel L'Herbier, réalisateur français (° 23 avril 1888).
- 1981 :
  - Machgielis « Max » Euwe, joueur d'échecs néerlandais (° 20 mai 1901).
  - Pete DePaolo, pilote automobile américain (° 15 avril 1898).
- 1982 : Juhan Aavik, compositeur et chef d'orchestre estonien (° 29 janvier 1884).
- 1984 : Louis de Villefosse, officier de marine, écrivain et journaliste français (° 14 avril 1900).
- 1985 : Vivien Thomas, chirurgien et universitaire américain (° 29 août 1910).
- 1986 : Gilberto François « Betico » Croes (en), militant et homme politique arubais (° 25 janvier 1938).
- 1987 :
  - Emmanuel Bondeville, compositeur français, secrétaire perpétuel de l'Académie des beaux-arts (° 29 octobre 1898).
  - Joy Paul Guilford, psychologue et universitaire américain (° 7 mars 1897).
  - Peter Hujar, photographe américain (° 11 octobre 1934).
  - Thomas George Lanphier, Jr. (en), colonel et aviateur américain (° 27 novembre 1915).
- 1989 : Ahmed Abdallah (أحمد عبد الله عبد الرحمن), homme d’affaires et politique comorien, président de la république fédérale islamique des Comores (° 12 juin 1919).
- 1991 :
  - François Billetdoux, écrivain et dramaturge français (° 7 septembre 1927).
  - Edward Henry « Ed » Heinemann, ingénieur américain (° 14 mars 1908).
  - Robert « Bob » Johnson, entraîneur de hockey sur glace américain (° 4 mars 1931).
- 1993 : César Guerra-Peixe (en), violoniste, compositeur et chef d'orchestre brésilien (° 18 mars 1914).
- 1994 :
  - David Bache, designer automobile anglais (° 14 juin 1925).
  - Arturo Rivera y Damas, prélat salvadorien, archevêque de San Salvador de 1983 à 1994 (° 30 septembre 1923).
- 1996 :
  - Michael Bentine (en), acteur et scénariste anglais (° 26 janvier 1922).
  - Philippe Hirschhorn, violoniste belge (° 11 juin 1946).
  - Paul Rand, directeur artistique et graphiste américain (° 15 août 1914).
- 1997 : Marguerite Henry, auteure américaine (° 13 avril 1902).
- 1998 :
  - Mike Calvert, général de brigade britannique (° 6 mars 1913).
  - Jonathan Kwitny (en), journaliste américain (° 23 mars 1941).

### XXIesiècle
- 2001 :
  - Mathias Clemens, cycliste sur route luxembourgeois (° 8 août 1915).
  - Seiken Shukumine (祝嶺正献), karatéka japonais (° 9 décembre 1925).
  - Nils-Aslak Valkeapää, auteur, poète et peintre finlandais (° 23 mars 1943).
- 2002 :
  - Polo Montañez, chanteur-compositeur cubain (° 5 juin 1955).
  - Verne Winchell (en), homme d’affaires américain (° 30 octobre 1915).
- 2003 :
  - Soulja Slim (James Adarryl Tapp, Jr. dit), rappeur américain (° 9 septembre 1977).
  - Stefan Wul (Pierre Pairault dit), auteur et chirurgien français (° 27 mars 1922).
- 2004 :
  - Philippe de Broca, cinéaste français (° 15 mars 1933).
  - Cyril Walter Hodges (en), auteur et illustrateur anglais (° 18 mars 1909).
- 2005 :
  - Takanori Arisawa (有澤 孝紀), compositeur et chef d'orchestre japonais (° 2 avril 1951).
  - Élisabeth Behr-Sigel, théologienne française (° 21 juillet 1907).
  - Stan Berenstain (en), auteur et illustrateur américain (° 29 septembre 1923).
  - Mark Craney, batteur américain (° 26 août 1952).
- 2006 :
  - Louis Bilodeau, animateur de télévision québécois (Soirée canadienne) (° 9 décembre 1924).
  - Mário Cesariny, poète et peintre portugais (° 9 août 1923).
  - David Emmett « Dave » Cockrum, dessinateur de bande dessinées américain (° 12 novembre 1943).
  - Isaac Gálvez, cycliste espagnol (° 20 mai 1975).
  - Raúl Velasco (en), producteur et producteur de télévision mexicain (° 24 avril 1933).
- 2007 :
  - Manuel Badenes, footballeur puis entraîneur espagnol (° 30 novembre 1928).
  - Silvestre Santana Herrera (en), sergent américain (° 17 juillet 1917).
  - Herbert Henry « Herb » McKenley, sprinteur jamaïcain (° 10 juillet 1922).
  - Pierre Miquel, historien et romancier français (° 30 juin 1930).
  - Mel Tolkin (en) (Shmuel Tolchinsky dit), scénariste et producteur canadien (° 3 août 1913).
- 2008 :
  - Loumia Hiridjee, femme d'affaires française (° 1er mars 1962).
  - Gavriel Holtzberg (en) (גבריאל נח הולצברג), rabbin israélo-américain (° 9 juin 1979).
  - Ashok Kamte (gu) (अशोक कामटे), officier de police indien (° 23 février 1965).
  - Hemant Karkare (en) (हेमंत करकरे), officier de police indien (° 12 décembre 1954).
  - Tukaram Omble (en) (तुकाराम ओम्बले), officier de police indien.
  - Edna Parker, doyenne de l'humanité (° 20 avril 1893).
  - Vijay Salaskar (en) ( विजय साळसकर), officier de police indien.
  - Edwin Salpeter, astrophysicien austro-australo-américain (° 3 décembre 1924).
  - De'Angelo Wilson, acteur américain (° 29 mars 1979).
- 2009 : Nikola Kovachev, footballeur bulgare (° 4 juin 1934).
- 2010 :
  - Leroy Drumm (en), auteur-compositeur américain (° 26 septembre 1936).
  - Palle Huld, acteur danois (° 2 août 1912).
- 2011 :
  - Manon Cleary (en), peintre américaine (° 14 novembre 1942).
  - Ron Lyle, boxeur américain (° 12 février 1941).
  - Iván Menczel, footballeur hongrois (° 14 décembre 1941).
  - Odumegwu Emeka Ojukwu, militaire et homme politique nigérian (° 4 novembre 1933).
- 2012 :
  - Celso Advento Castillo (en), acteur, réalisateur et scénariste philippin (° 12 septembre 1943).
  - Peter Marsh (en), pongiste australien (° 19 octobre 1948).
  - Joseph Murray, chirurgien américain, prix Nobel de physiologie ou de médecine en 1990 (° 1er avril 1919).
  - Moothiringode Chithrabhanu Nambudiripad (en), auteur et traducteur indien (° 2 février 1919).
- 2013 :
  - Pierre Depré, journaliste sportif belge (° 16 décembre 1944).
  - Arieh Lieb « Arik » Einstein (אָרִיק אַייְנְשְׁטֵייְן), chanteur-compositeur israélien (° 3 janvier 1939).
  - Jane Kean, actrice et chanteuse américaine (° 10 avril 1923).
  - Saul Leiter, photographe et peintre américain (° 3 décembre 1923).
  - Anthony Peter « Tony » Musante, Jr., acteur et scénariste américain (° 30 juin 1936).
  - Lucien Neuwirth, homme politique français (° 18 mai 1924).
  - Cayetano Ré, footballeur puis entraîneur paraguayen (° 7 février 1938).
- 2014 :
  - Don Dee, basketteur américain (° 9 août 1943).
  - Annemarie Düringer, actrice suisse (° 26 novembre 1925).
  - Marvin Leonard Goldberger, physicien, théoricien et professeur d'université (° 22 octobre 1922).
  - Mary Hinkson (en), danseuse et chorégraphe américaine (° 16 mars 1925).
  - Sabah (Jeanette Gergi Feghali dite), chanteuse et actrice libanaise (° 15 novembre 1927).
  - Gilles Tremblay, hockeyeur sur glace et commentateur sportif canadien (° 17 décembre 1938).
  - Peter Underwood (en), parapsychologue anglais (° 16 mai 1932).
  - Ángel Tulio Zof, footballeur puis entraîneur argentin (° 8 juillet 1928).
- 2015 :
  - Amir Aczel (en), mathématicien, historien et universitaire israélo-américain (° 6 novembre 1950).
  - Francesco Carnelutti, acteur italien (° 8 avril 1936).
  - Jean Corti, accordéoniste et compositeur français (° 22 janvier 1929).
  - Guy Lewis, joueur et entraîneur américain de basket-ball (° 19 mars 1922).
  - Karashima Noboru, historien et professeur d'université japonais (° 24 avril 1933).
- 2016 :
  - Iouri Elisseïev, joueur d'échecs russe (° 29 juillet 1996).
  - Miriam Eshkol, personnalité israélienne, veuve de l'ancien premier ministre Levi Eshkol (° 6 janvier 1929).
  - Alv Gjestvang, patineuse de vitesse norvégienne (° 13 septembre 1937).
  - Peter-Hans Kolvenbach, prêtre jésuite néerlandais (° 30 novembre 1928).
  - Fraser Martin, juge fédéral canado-écossais (° 5 octobre 1939).
  - David Provan, footballeur puis entraîneur écossais (° 11 mars 1941).
  - Fritz Weaver, acteur américain (° 19 janvier 1926).
- 2018 : Bernardo Bertolucci, cinéaste italien (° 16 mars 1941).
- 2021 : 
  - Siobhan Cattigan, joueuse de rugby à XV écossaise (° 24 avril 1933).
  - Doug Cowie, footballeur et entraîneur écossais (° 1er mai 1926).
  - Michael Fisher, physicien, chimiste et mathématicien britannique (° 3 septembre 1931).
  - Roger Fritz, réalisateur et acteur allemand (° 22 septembre 1936).
  - Arezki Kouffi, footballeur international algérien (° 16 janvier 1949).
  - Heinrich Pfeiffer, prêtre jésuite et historien de l'art allemand (° 22 février 1939).
  - Olghina di Robilant,
  - Stephen Sondheim, créateur américain de comédies musicales (° vers 1930),
  - Aleksandr Timoshinin, German Zonin.
- 2022 : 
  - Renato Balestra, styliste italien (° 3 mai 1924).
  - Jens Bullerjahn, homme politique allemand (° 15 juillet 1962).
  - Fernando Gomes, footballeur portugais (° 22 novembre 1956).
  - Marcel Lefebvre, parolier, scénariste et compositeur canadien (° 26 octobre 1941).
  - Vladimir Makeï, diplomate biélorusse (° 5 août 1958).
  - Antonino Mannino, homme politique italien (° 7 décembre 1939).
  - Albert Pyun, réalisateur, scénariste et producteur américain (° 19 mai 1953).
  - Jean-Jacques Régnier, écrivain de science-fiction français (° ? 1945).
  - Paul Swain, évêque catholique américain (° 12 septembre 1943).
  - Doddie Weir, joueur de rugby à XV écossais (° 4 juillet 1970).
- 2023 : 
  - Magda Hollander-Lafon, écrivaine française d'origine juive, survivante de la Shoah (° 15 juin 1927).
  - Samuel Insanally, homme politique guyanien (° 23 juin 1936).
  - Michel Roumégoux, vétérinaire et homme politique français (° 10 janvier 1948).
  - Geordie Walker, guitariste et auteur-compositeur britannique (° 18 décembre 1958).
- 2024
  - André Lajoinie, homme politique français (° 26 décembre 1929)

## Célébrations

### Internationale
- UNESCO : journée des enfants des rues.
- La journée internationale des aides soignants

### Nationale
- Inde : jour de la Constitution (en).

### Religieuses
- Bahaïsme : jour de l'alliance.
- Christianisme : mémoire de l'archevêque Pierre d'Alexandrie avec lectures de II Tim. 4, 1-8 et de Mt. 13, 44-52 dans le lectionnaire de Jérusalem.

### Saints chrétiens

#### Catholiques et orthodoxes
- Alype (vers 515 - vers 614) — ou « Alypios » —, stylite en Paphlagonie.
- Amateur (d'Autun / Amatre Ier, † vers 270, possiblement un 26 november), natif et premier évêque (gallo-romain) d'Autun, en Bourgogne-Franche-Comté, Saône-et-Loire et France actuelles.
- Basle (° vers 620), moine et ermite, évangélisateur en Champagne et en Lorraine (plaine des Vosges).
- Conrad de Constance († 975), Évêque.
- Jacques le Persan (IVe siècle), martyr.
- Martin d'Arades († 726) — ou « Martin de Corbie » —, moine, chapelain, et confesseur de Charles Martel.
- Nikon le Métanoïète († 998), Moine en Grèce.
- Sirice († 399), pape de décembre 384 à sa mort.

#### Saints ou bienheureux catholiques
- Albert de Haigerloch († 1311), bienheureux, de grande noblesse (les Hohenzollern), se fit moine à Oberaltaich, en Bavière, et curé d'une paroisse voisine.
- Bellin de Padoue (it) († 1147), Bellino Bertaldo, évêque de Padoue et martyr.
- Delphine de Sabran († 1360), bienheureuse laïque, épouse et veuve d'Elzéar de Sabran, membre du Tiers-Ordre franciscain.
- Dominique Nguyên Van (Doan) Xuyên († 1839), Prêtre dominicain vietnamien martyr.
- Gaetana Sterni († 1889), bienheureuse religieuse italienne et fondatrice.
- Gautier d'Aulne († 1180), moine.
- Giacomo Alberione († 1971), bienheureux prêtre italien, fondateur de la famille paulinienne.
- Hugh Taylor († 1585), bienheureux prêtre anglais mort martyr.
- Humble de Bisignano († 1637), Frère franciscain.
- Léonard de Port-Maurice († 1751), religieux franciscain italien.
- Marmaduke Bowes († 1585), bienheureux laïc anglais mort martyr.
- Ponce de Faucigny († 1178), bienheureux moine.
- Silvestre Gozzolini († 1267), moine.
- Thomas Dinh Viêt Du († 1839), Prêtre dominicain vietnamien martyr.

#### Saints orthodoxesaux dates éventuellement différentes dans lescalendriers julien, orientaux
- Diodore († 1633), Moine.
- Georges de Chio († 1807), néo-martyr.
- Innocent d'Irkoutsk († 1731), premier évêque d'Irkoutsk.
- Jacques de Rostov († 1392), moine.

### Prénoms du jour
Bonne fête aux Delphine, 
- ses formes féminines : Dauphine, Delfina, Delfine et Delphina ;
- et masculines : Dauphin et Delphin.

Et aussi aux :
- Amateur, Amatre voire Amadour (autre date possible).
- Aux Conrad (de) et ses variantes ou dérivés : Corentin, Corine, Corinne, Courtois, Curt, Curtis, Konrad, Kurt (voir encore les 12 décembre).
- Aux Innocent (comme ci-avant, mais Saints Innocents les 28 décembre).
- Aux Sirice.
- Aux Ilana

## Traditions et superstitions

### Dicton
- « À la sainte-Delphine, mets ton manteau à pèlerine. »[11]

### Astrologie
- Signe du zodiaque : 4e jour du Sagittaire.

## Toponymie
- Les noms de plusieurs voies, places, sites ou édifices de pays ou régions francophones contiennent cette date sous diverses graphies : voir Vingt-Six-Novembre .